# It's a Beautiful Day (Pino Daniele)
It's a Beautiful Day è un brano musicale del cantautore Pino Daniele, pubblicato come secondo singolo estratto dal suo trentesimo album Boogie Boogie Man il 14 gennaio 2011.

## Formazione
- Pino Daniele - voce, chitarre
- Matthew Garrison - basso
- Omar Hakim - batteria
- Rachel Z - pianoforte
- Gianluca Podio - tastiere